# Per essere felici
Per essere felici è il decimo album in studio della cantautrice e batterista Marina Rei, uscito il 26 giugno 2020, originariamente previsto per il 17 aprile.

## Descrizione
Il disco, prodotto dall'artista e da Matteo Scannicchio edito da Giungla Dischi su etichetta Perenne e distribuito da Believe, è stato anticipato dai singoli Per essere felici pubblicato il 17 gennaio 2020 e Dimenticarci pubblicato il 19 giugno 2020. Il 28 agosto 2020 viene estratta Bellissimo, canzone dedicata al figlio Nico. Tra gli altri artisti che vi hanno collaborato ricordiamo Daniele Sinigallia e Gianni Maroccolo.

## Tracce
1. Ci penso a te
2. Bellissimo
3. Per essere felici
4. Comunque tu
5. Dimenticarci
6. Averti è come avere paura
7. L'occasione per conoscerci meglio
8. Devo dirtelo